# Mário de Miranda Vilas-Boas
Mário de Miranda Vilas-Boas (Rio Grande, 4 de agosto de 1903 — Aracaju, 23 de fevereiro de 1968) foi um bispo brasileiro, ordenado sacerdote no dia 6 de dezembro de 1925.

## Bispo de Garanhuns
Monsenhor Mário Vilas-Boas foi nomeado pelo Papa Pio XI bispo de Garanhuns, Pernambuco, Brasil, no dia 26 de maio de 1938. Foi ordenado bispo em Aracaju, no dia 30 de outubro de 1938, aos 35 anos de idade, pelas mãos de Dom José Tomas Gomes da Silva, Dom Adalberto Accioli Sobral e Dom Juvêncio de Brito. Permaneceu nesta diocese até 1944.

### Sucessão
Dom Mário de Miranda Villas-Boas foi o terceiro bispo de Garanhuns, sucedeu a  Dom Manuel Antônio de Paiva e teve como sucessor Dom Juvêncio de Brito.

## Arcebispo de Belém do Pará
No dia 10 de setembro de 1944 o Papa Pio XII nomeia Dom Mário arcebispo de Belém do Pará. Sua posse solene deu-se a 5 de janeiro de 1945. Em sua posse estava presente, representando o clero de Alagoas, o cônego Avelar Brandão Vilela.
Em 1952 participou da fundação da Conferência Nacional dos Bispos do Brasil, sendo eleito para a comissão permanente.
Permaneceu na Arquidiocese de Belém do Pará até 1956.

### Sucessão
Dom Mário de Miranda Vilas-Boas foi o sexto Arcebispo de Belém do Pará, sucedeu a Dom Jaime Cardeal de Barros Câmara
e teve como sucessor
Dom Alberto Gaudêncio Ramos.

## Arcebispo coadjutor de São Salvador da Bahia
No dia 23 de outubro de 1956, o Papa Pio XII nomeia Dom Mário, a pedido do Cardeal Álvaro da Silva, Arcebispo Coadjutor de São Salvador da Bahia, com direito a sucessão. Recebeu o título de Arcebispo de Cyrrhus. Nesta função permanecerá até 1959.

## Arcebispo da Paraíba

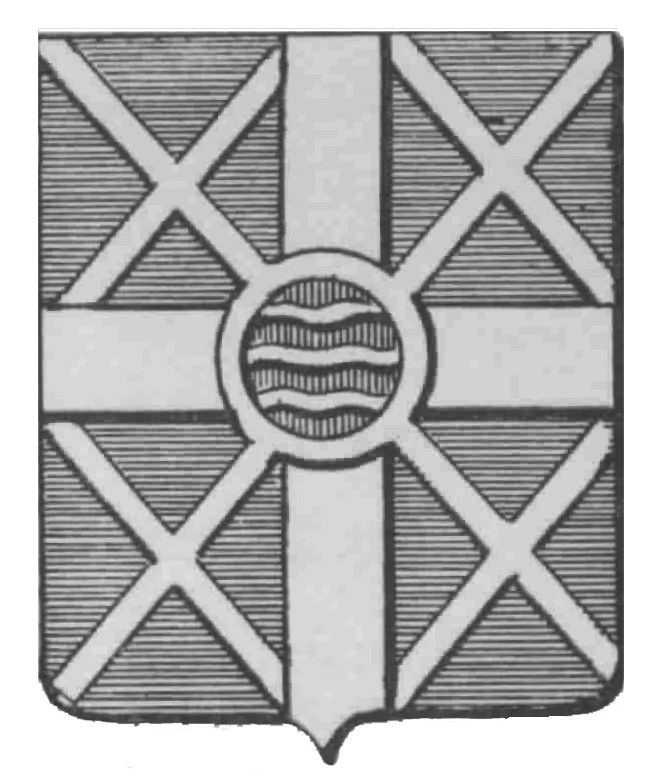
Brasão d’armas de Dom Mário de Miranda Vilas-Boas, desenhado por Paulo Lachenmayer, OSB

O Papa João XXIII nomeou Dom Mário Vilas-Boas, no dia 20 de junho de 1959, arcebispo da Paraíba. Sua Excelência permanecerá nesta função até 18 de maio de 1965 quando renuncia à arquidiocese. Recebeu a sé titular de Gibba.

## Morte
Dom Mário faleceu em Aracaju, Sergipe, Brasil, no dia 23 de fevereiro de 1968, aos 64 anos de idade. Seus restos mortais estão sepultados na Catedral de Belém do Pará.

## Ordenações episcopais
Dom Mário de Miranda Villas-Boas foi o principal sagrante dos seguintes bispos:
- Dom Antônio Julio Maria Mattioli, SM

Foi co-celebrante da sagração episcopal de:
- Dom Fernando Gomes dos Santos
- Dom João Batista Portocarrero Costa
- Dom Avelar Cardeal Brandão Vilela
- Dom Alberto Gaudêncio Ramos
- Dom José Nepote-Fus, IMC
- Dom Joaquim de Lange, CSSp